# 4274 Караманов
4274 Карама́нов — астероїд Головного поясу, відкритий 6 вересня 1980 року Кримською обсерваторією. Названий на честь кримського композитора Алемдара Караманова.